# Gravity (Anekdoten)
Gravity è il quarto album in studio del gruppo rock svedese Anekdoten, pubblicato nel 2003.

## Tracce
1. Monolith – 6:07
2. Ricochet – 5:44
3. The War Is Over – 4:42
4. What Should But Did Not Die – 6:43
5. SW4 – 6:04
6. Gravity – 8:19
7. The Games We Play – 3:24
8. Seljak – 5:16